# Escaliers antiques de Vienne
Les escaliers antiques de Vienne sont des escaliers indépendants qui menaient de l'Isère au cœur de la cité romaine de Vienne, dans le département français de l'Isère.

## Localisation
Ces escaliers se trouvent à présent à l'extrémité de la place Saint Maurice menant à la cathédrale

## Histoire
Les escaliers antiques font l’objet d’un classement au titre des monuments historiques par la liste de 1840.